# إدوين برودريك
إدوين برودريك (بالإنجليزية: Edwin Broderick)‏ هو كاهن كاثوليكي أمريكي، ولد في 16 يناير 1917 في ذا برونكس في الولايات المتحدة، وتوفي في 2 يوليو 2006 في ألباني في الولايات المتحدة.